# El mosquetero azul
El Mosquetero Azul es una colección de 26 cuadernillos de historieta de aventuras, publicada por Editorial Bruguera en el año 1962. Las fechas de publicación son, según consta en los cuadernillos, del 18 de junio de 1962 (n.º 1) al 9 de diciembre de 1962 (n.º 26)

## Autores
El guion es de Silver Kane (seudónimo de Francisco González Ledesma), pero a partir del episodio 21 consta como guionista Carlo Lotti, seudónimo de otro autor español. Los dibujos están firmados por Manuel Gago García, quien debió realizarlos en el periodo en que abandonó El Guerrero del Antifaz en manos de Matías Alonso. En este mismo periodo, Manuel Gago realizó otros trabajos para Bruguera, como Bellas Historias de la Biblia (El paso del Mar Rojo y algún otro tomo, publicados en 1965). Según el crítico Pedro Porcel Torrens su estilo descuidado denota un gran cansancio por parte de Gago.

## Argumento
El argumento se desarrolla en el año 1640, en el norte de Italia y mar Adriático. Los 26 episodios que se publicaron desarrollan una única historia.
Siguiendo el esquema de las otras colecciones de éxito de la casa, hay un trío de protagonistas: El Mosquetero Azul, que va enmascarado, el gigante Gesaurus, y el alfeñique gracioso Brutus. No se nos da ninguna explicación del origen del personaje, ni porqué se cubre el rostro. Al contrario, se da a entender que ya llevan una larga trayectoria de aventuras.